# Hyundai i30 (FD)
| Sterne im Euro NCAP-Crashtest | Fünf Sterne im Euro-NCAP-Crashtest |

Der Hyundai i30 ist ein in der Kompaktklasse angesiedeltes Pkw-Modell des koreanischen Automobilherstellers Hyundai Motor Company. Die fünftürige Schräghecklimousine wurde auf dem Genfer Auto-Salon im März 2007 vorgestellt und kam im Juli 2007 auf den deutschen Markt.

## Geschichte
Im Sommer 2007 führte Hyundai mit dem i30 in Europa neue Bezeichnungen für seine Fahrzeuge ein. Ab Frühjahr 2008 war er auch als Kombi unter dem Namen i30cw erhältlich. Im Herbst 2008 kam das Modell unter der Bezeichnung Elantra Touring in den USA auf den Markt.
Im Modellprogramm des Herstellers löste er in Europa die Mittelklasselimousine Elantra ab und ist innerhalb der Modellpalette zwischen dem Kleinwagen Hyundai Accent und der Mittelklasselimousine Hyundai Sonata platziert.
Im Juni 2010 erhielt die i30-Reihe ein Facelift. U. a. wurde der Frontbereich retuschiert und mit einem Kühlergrill im Hexagonal-Design versehen, der schon in ähnlicher Weise vom ix35 bekannt ist.
Auf der IAA 2011 präsentierte Hyundai erstmals die Neuauflage des i30, die im Frühjahr 2012 erschien. Der i30 (Typ GD) nahm in den Abmessungen und im Kofferraumvolumen zu. Außerdem werden zu den technischen Neuerungen serienmäßig Knieairbag für den Fahrer, adaptives Kurvenlicht, Instrumente mit hochauflösender TFT-LCD-Anzeige und eine elektrische Parkbremse integriert.
Zum 1. Januar 2013 betrug der Bestand des Modells nach Angaben des Kraftfahrtbundesamtes 134.385 Stück.

## Produktion
Der Hyundai i30 wurde, wie das Parallelmodell Kia cee’d, speziell für Europa entwickelt und ist als Volumenmodell der Marke konzipiert.
Entworfen in Hyundais europäischem Designzentrum in Rüsselsheim, wurde er ab November 2008 im Werk der Hyundai Motor Manufacturing Czech in Nošovice produziert. Die zuvor nach Europa importierten Einheiten kamen aus der Produktion des südkoreanischen Ulsan-Werkes und rollten dort im Badge-Engineering zusammen mit dem Elantra Touring vom Band. Für andere Exportmärkte, wie zum Beispiel Australien, kam der i30 weiterhin aus Ulsan.
Im Werk in Nošovice wurden im Jahr 2010 rund 130.598 Hyundai i30 und i30cw produziert.

## Design
| Hyundai              | Hyundai                         |
| Arnejs Concept       | Arnejs Concept                  |
| -------------------- | ------------------------------- |
| Präsentation:        | Herbst 2006, Paris              |
| Karosserieversionen: | Steilheck, fünftürig            |
| Motor:               | 2,0 l R4-Diesel 125 kW (170 PS) |
| Länge:               | 4335 mm                         |
| Breite:              | 1840 mm                         |
| Höhe:                | 1488 mm                         |
| Radstand:            | 2649 mm                         |
| Schaltung:           | 5-Stufen-Automatik              |

### Studien
Grundlage für das endgültige Design der fünftürigen Limousine sowie der anderen Versionen waren die Studien Hyundai Arnejs (Präsentation auf dem Pariser Automobilsalon 2006) und Hyundai Genus, von denen die Serienversionen abgeleitet wurden.

#### HED-3 Arnejs
Das eisblau lackierte, kompakte Fahrzeug verfügt rundum über LED-Leuchten und 19-Zoll-Chromfelgen. Türkisfarbene Bremssättel, vier Einzelsitze aus hellem und braunem Leder und nicht vorhandene B- und C-Säulen mit komplett versenkbaren Seitenscheiben kennzeichnen die Studie. Besonderes Highlight ist ein Glasdach, welches direkt von der Frontscheibe nach hinten schmaler zulaufend bis zur Heckklappe verläuft.

#### HED-2 Genus
Die Studie ist vom Raumkonzept her ein Crossovermodell, welches die Vorteile eines sportlichen Kombi mit denen eines Van verbindet. Eine Besonderheit des Genus ist sein ausfahrbares Heckunterteil nach Art des FlexFix beim aktuellen Opel Corsa, welches als Fahrradträger nutzbar ist. Der Innenraum bietet beige-braunes Leder für vier Einzelsitze, Hochflorteppiche und eine großzügige Verwendung von Aluminiumdekor. Außen fällt eine Lichtkante oberhalb der Türgriffe, eine bronzefarbene Metalliclackierung und ein Doppelauspuff auf. Statt gewöhnlicher Außenspiegel sind Kameras mit LED-Blinkern versehen; die Front- und Nebelscheinwerfer sowie Heckleuchten sind ebenfalls in LED-Technik ausgeführt. Ein großes Panoramaglasdach, nicht vorhandene C-Säulen und rahmenlose Scheiben sollen für einen lichtdurchfluteten Innenraum sorgen.
Wesentliches Design-Element ist eine konkav gezeichnete D-Säule, die dem Wagen zu einem hohen Wiedererkennungswert verhilft. Mit dem Genus wurde erstmals die neue Hexagon-Frontpartie als neues Identitätsmerkmal für die kommenden Hyundai-Fahrzeuggenerationen in Europa gezeigt. Die Studie steht auf 7-Speichen-19-Zoll-Felgen aus Aluminium und Chrom. Das Fahrzeug wurde vollständig im Rüsselsheimer Designzentrum entwickelt. Lead-Designer im Team von Chefdesigner Thomas Bürkle waren der Exterieur-Designer Thomas Sälzle und der Interieur-Designer Eduardo Marchena.
Der Genus steht Pate für den im Sommer 2011 eingeführten i40cw.

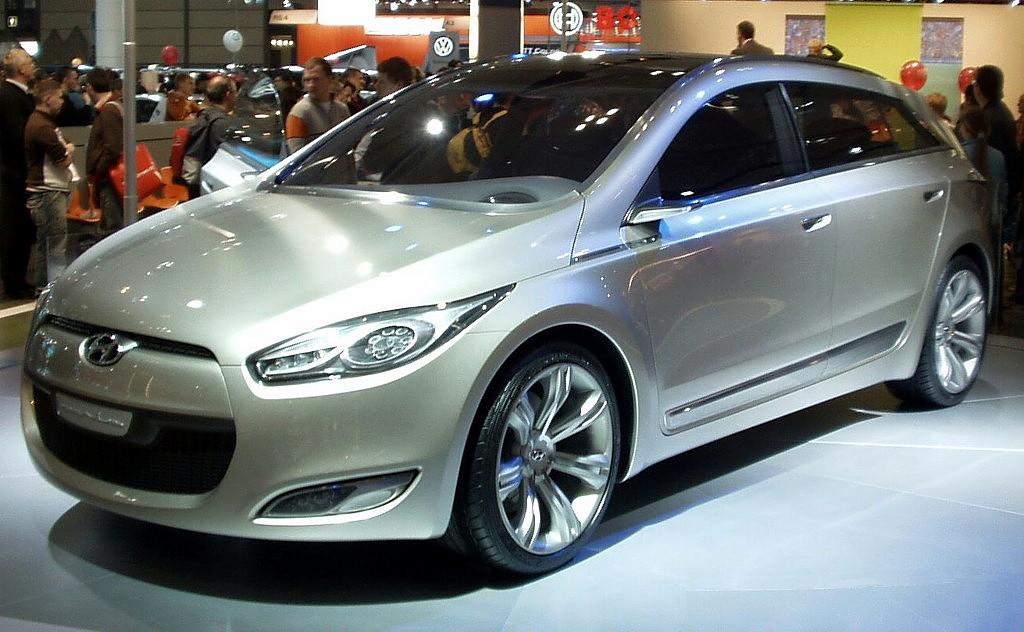
Hyundai HED-2 Genus – Designträger für den i30
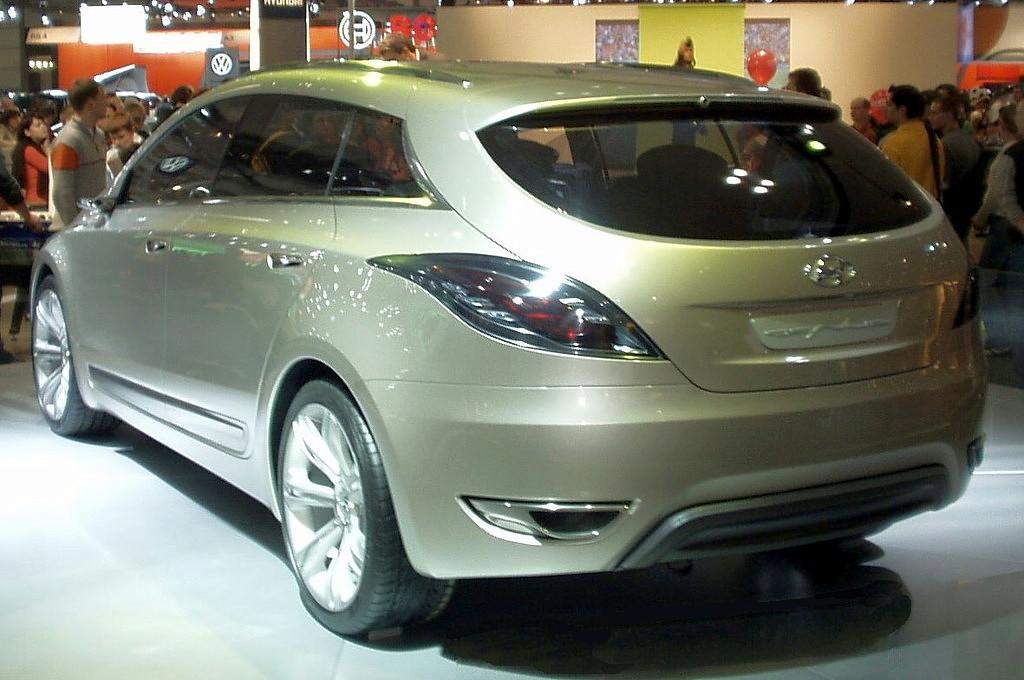
Die Heckklappe öffnet nach Art einer Fließhecklimousine und reicht weit in das Dach hinein.

### Serie
Limousine
Für die Serienversion wurden einige Elemente der beiden Studien übernommen. Mit einem moderneren und dynamischeren Aussehen und einer damit verbundenen Abkehr vom billigen Koreaner-Image versprach sich Hyundai eine deutliche Absatzsteigerung. Der i30 und sein Schwestermodell Kia cee’d teilen sich nicht nur die Technik, sondern ähneln sich auch äußerlich in den Abmessungen und hinsichtlich der Optik.
Kombi
Anfang April 2008 kam, wie beim Kia cee’d SW, eine Kombiversion hinzu, die bei Hyundai mit der Zusatzbezeichnung „cw“ versehen wurde. Das steht auch bei anderen Modellen der Marke (wie beim i40cw) für „Crossover Wagon“. In Großbritannien wird er auch als „i30 Estate“ bezeichnet. Der „i30cw“ kam auf eine Länge von 4,48 Meter und überragte die Limousine um 23 Zentimeter. Der Kombi teilte sich zwar das Frontdesign mit der Limousine, doch am Heck fielen die höher angesetzten Heckleuchten auf. Das Kofferraumvolumen betrug 415 bis 1395 Liter.

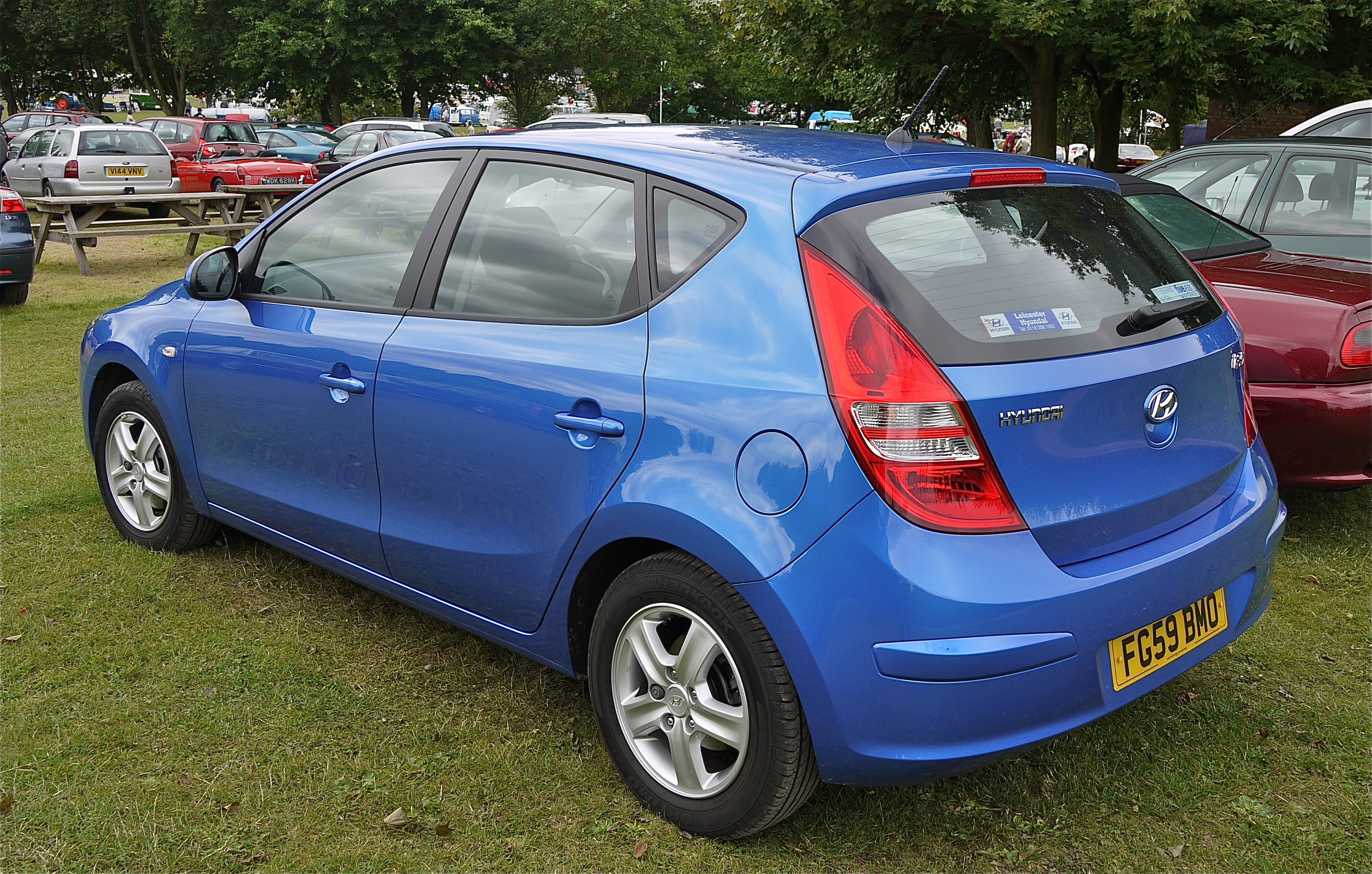
Hyundai i30 (2007–2010)
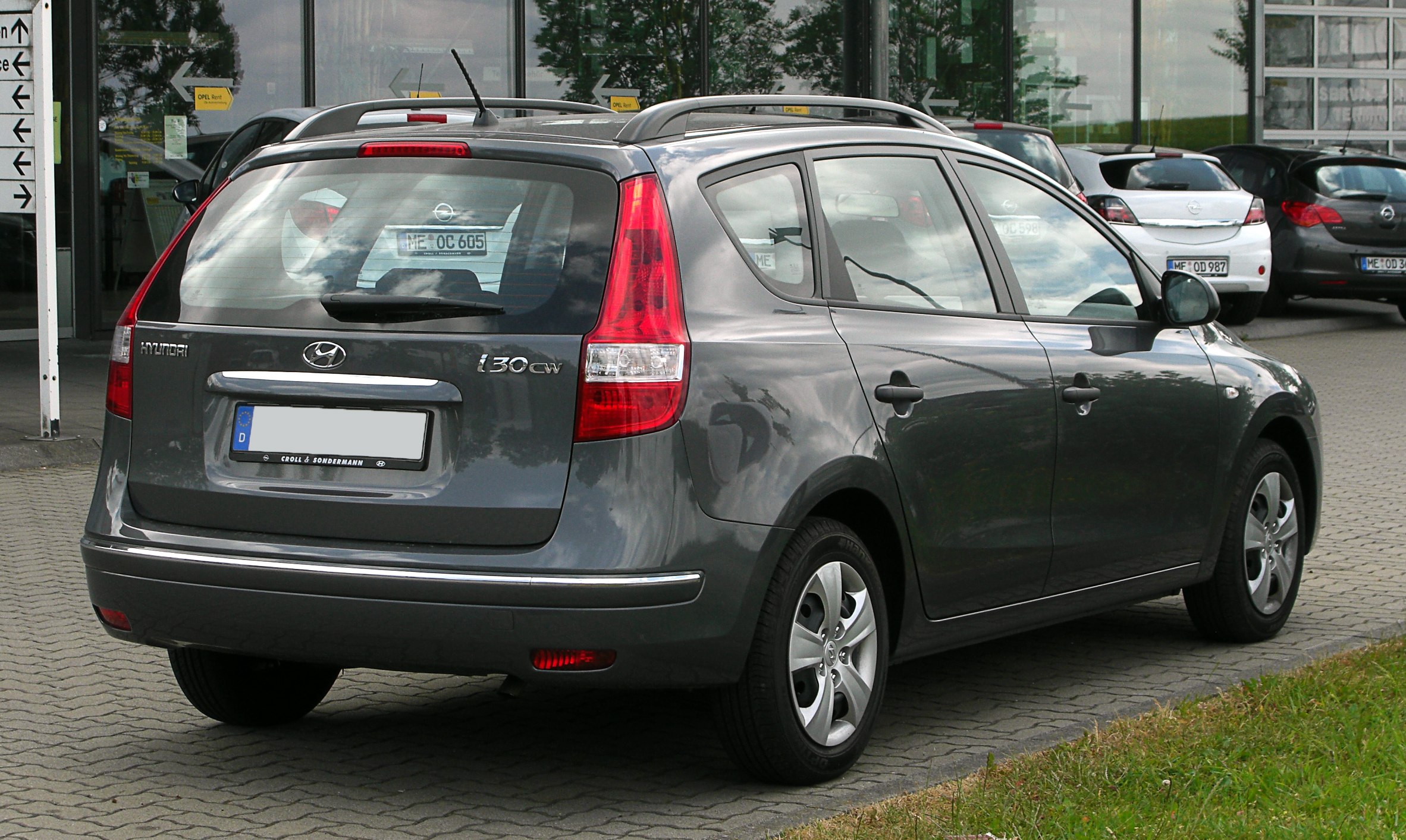
Hyundai i30cw (2008–2010)
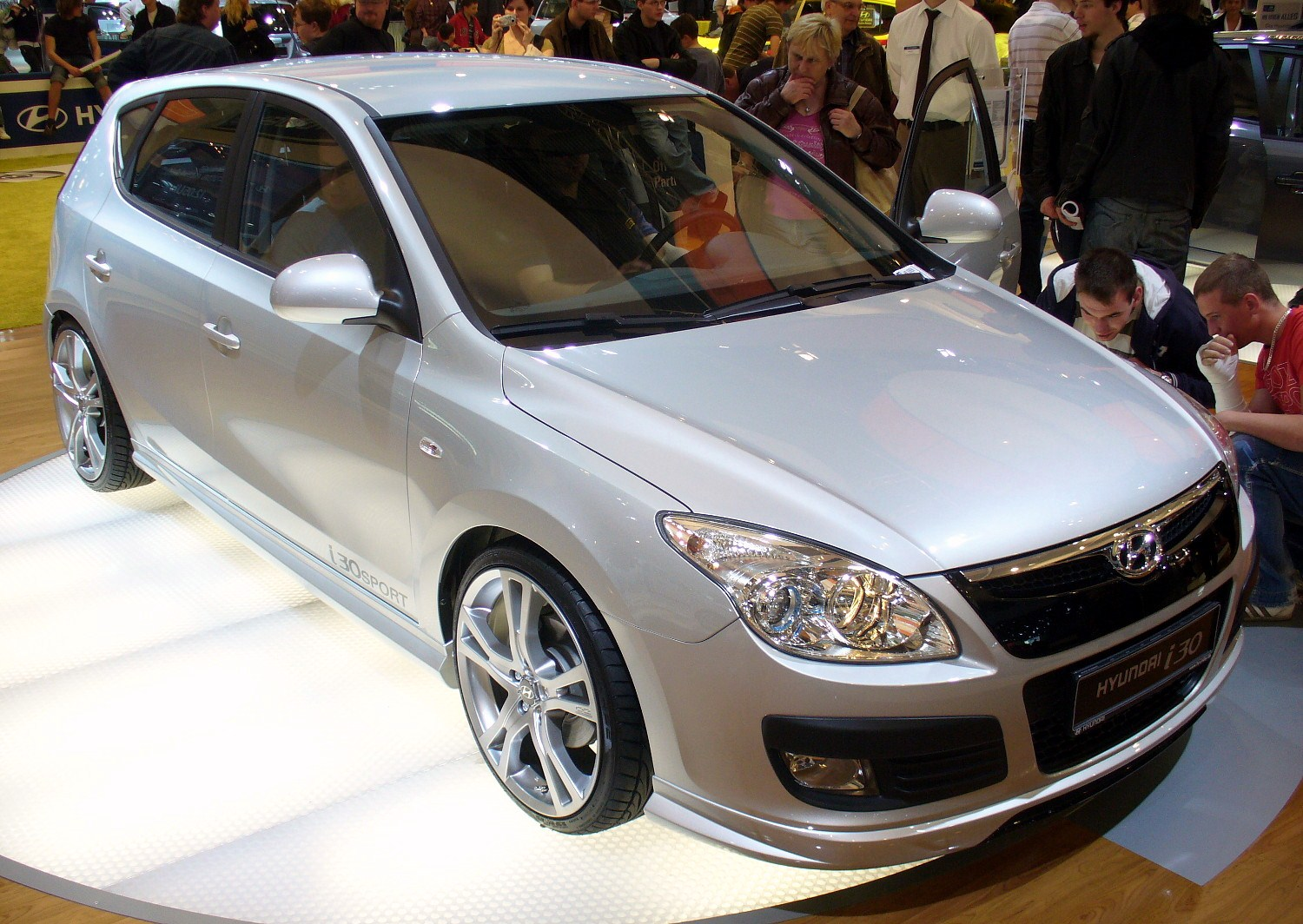
Hyundai i30 Sport (2008)

## Modellpflege
Im Juni 2010 wurde der i30 einem Facelifting unterzogen. Dabei wurde die Frontpartie überarbeitet und ein Kühlergrill im Hexagonal-Design verbaut. Des Weiteren wurde die Gestaltung der Heckschürze überarbeitet.
In Deutschland wurden zusammen mit der Überarbeitung die verschiedenen Ausstattungsvarianten aufgewertet und die Fahrzeuggarantie von drei auf fünf Jahre verlängert:
- Der Classic verfügte serienmäßig über Nebelscheinwerfer, eine Schaltpunktanzeige und einen neu gestalteten Schaltknauf für das Schaltgetriebe.

- Der Comfort besaß zusätzlich elektrisch anklappbare Außenspiegel, eine Klimaautomatik, eine Mittelarmlehne hinten mit Getränkehaltern und eine Coming-Home-Funktion.

- Der Style verfügte über eine Geschwindigkeitsregelanlage, ein Rückfahrwarnsystem, einen Regensensor und einen Scheibenwischer-Enteiser.

- Die Variante Premium wurde gestrichen, da deren Produkteigenschaften nun als Bestandteil in die anderen Ausstattungsvarianten einflossen.

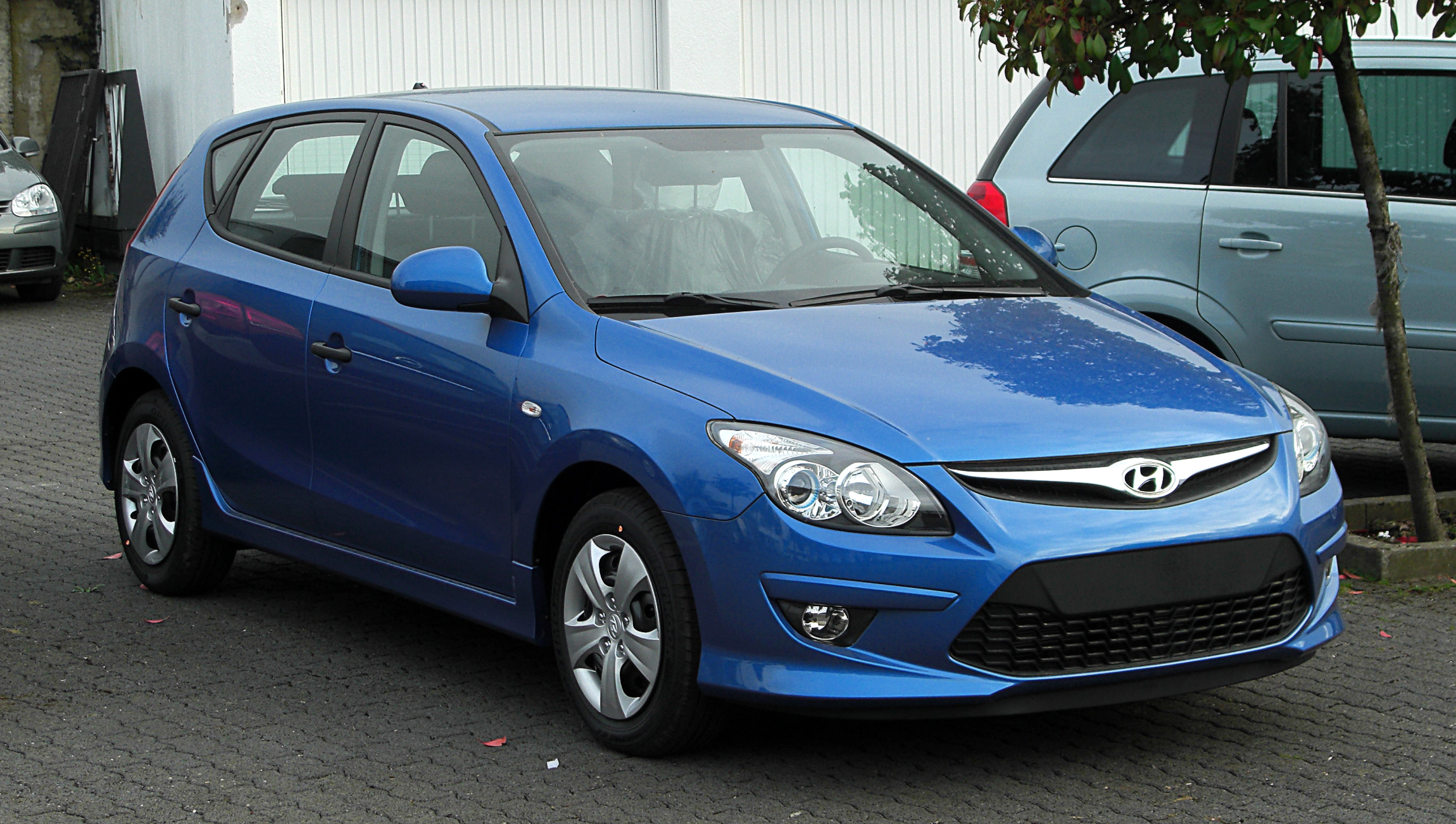
Hyundai i30 (2010–2011)
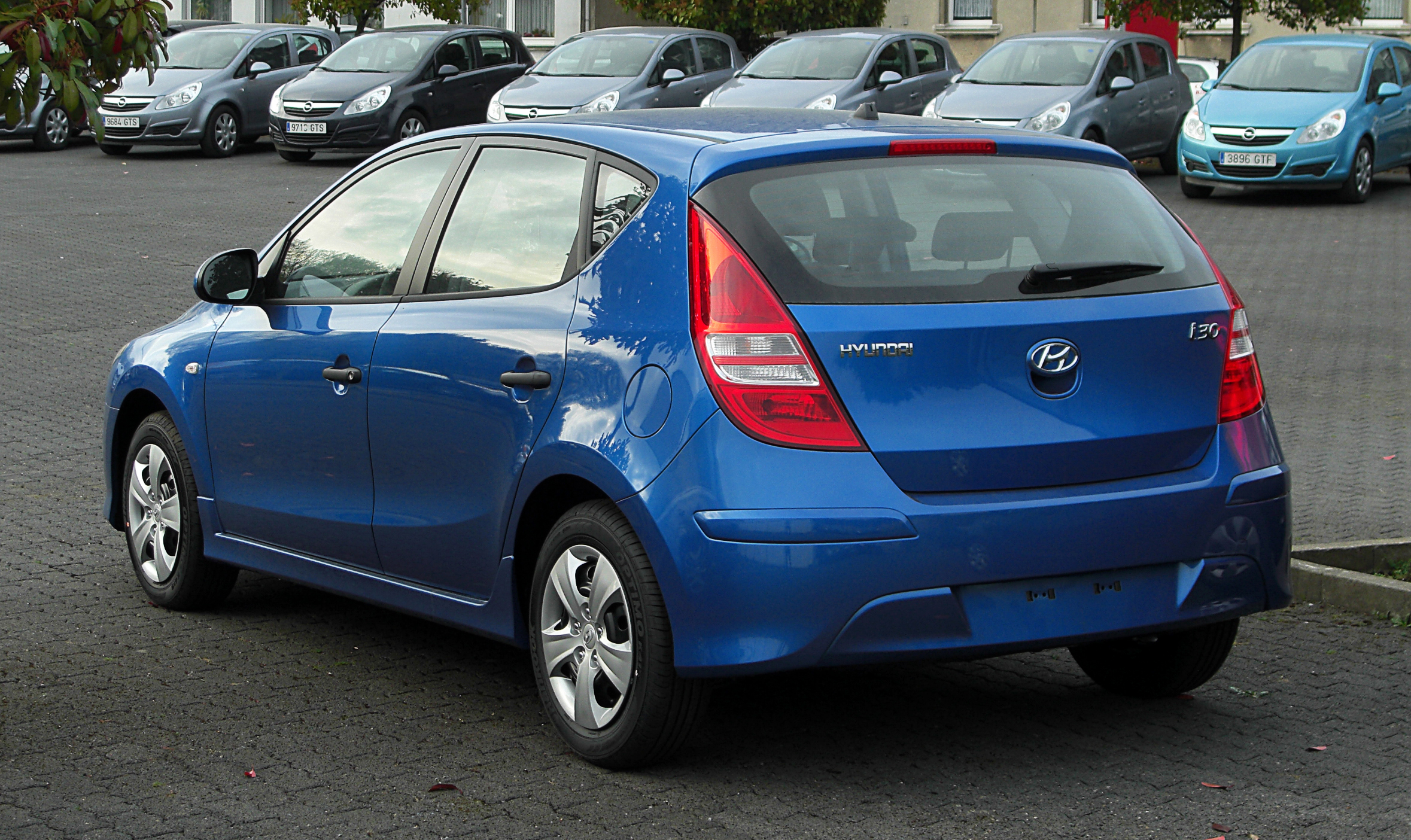
Heckansicht
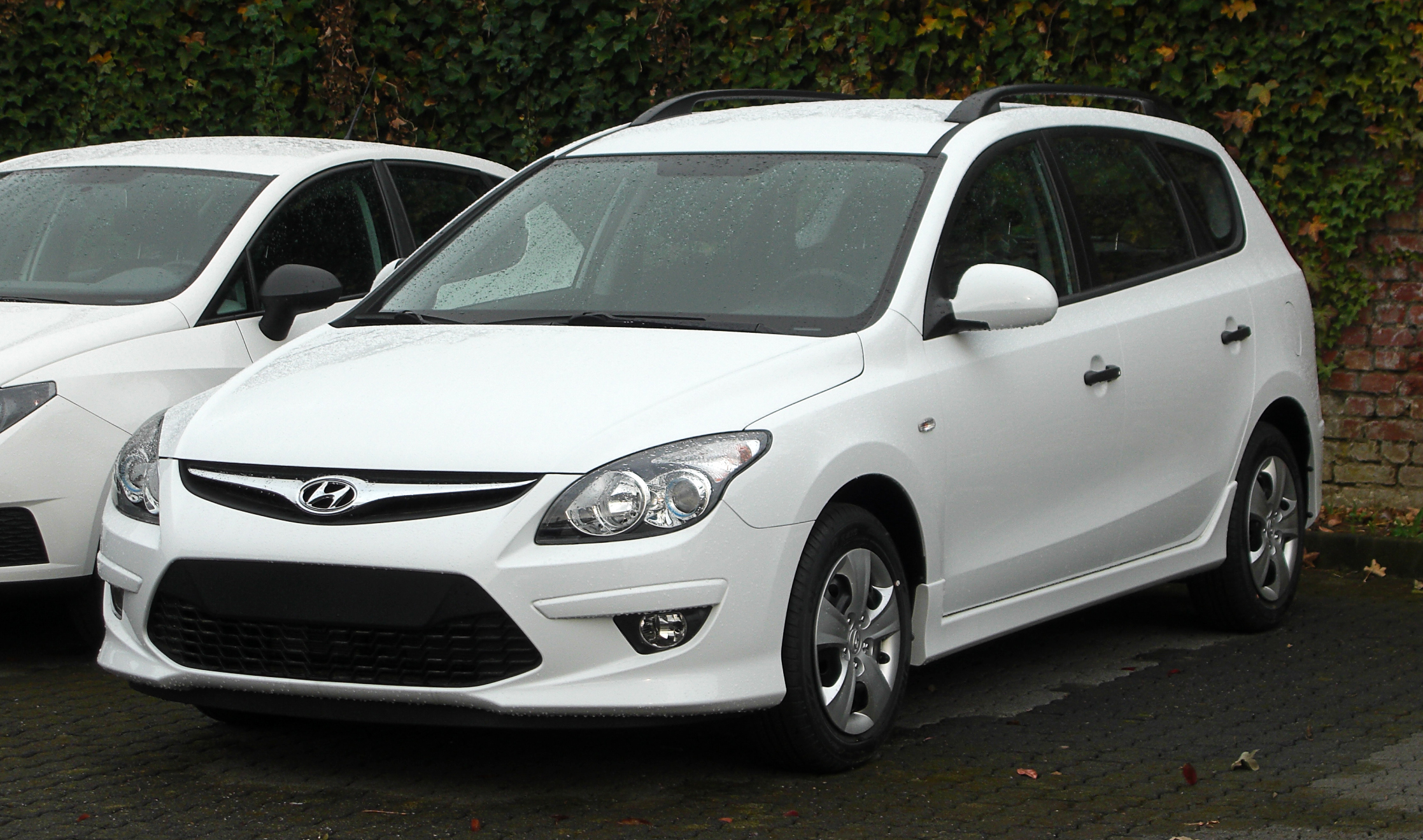
Hyundai i30cw (2010–2012)
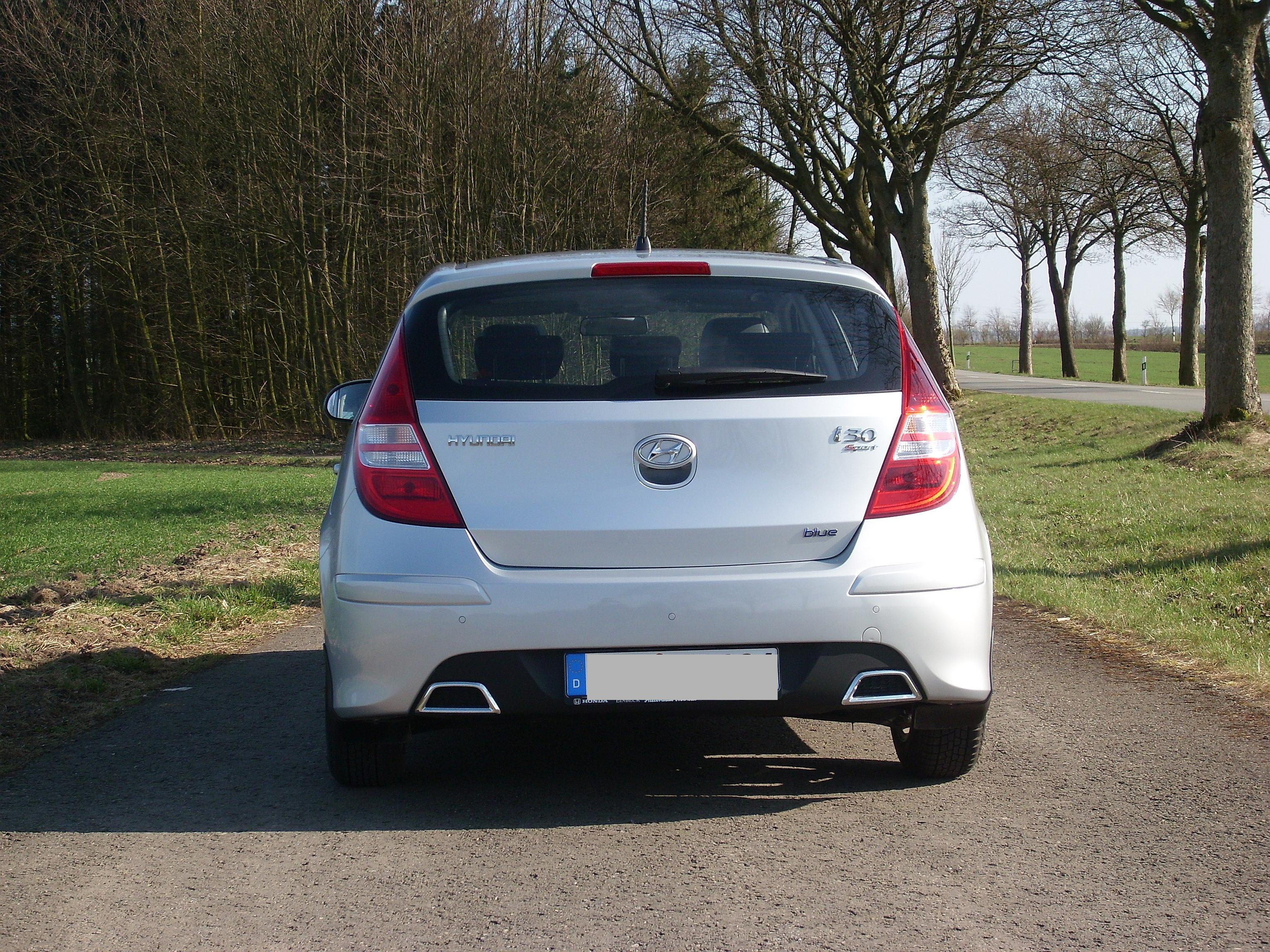
Hyundai i30 Sport (2010)
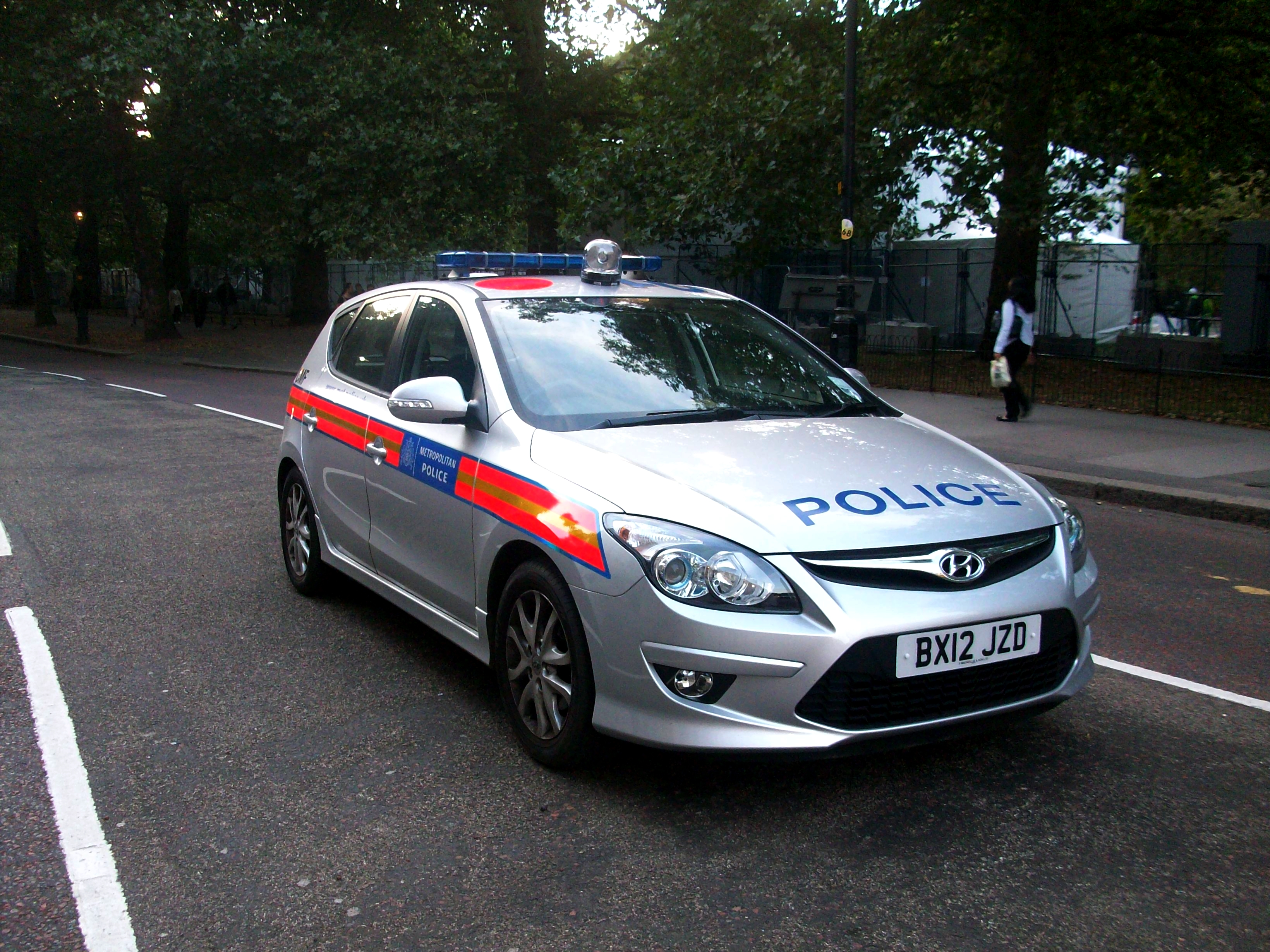
i30 als Polizeifahrzeug der Metropolitan Police Service

## Technik
Der unter dem internen Kürzel FD entwickelte und zunächst in Korea gebaute Wagen teilt sich mit dem im Januar 2007 erschienenen Kia cee’d die Bodengruppe sowie die technische Basis. Mittlerweile laufen beide Fahrzeuge vom gleichen Produktionsband in Nošovice (Tschechische Republik) und weisen auch die gleichen Motorisierungen auf. Das Kürzel wurde seitdem zu FDH geändert, was vor allem beim Zubehör von Bedeutung ist: Für den i30 Typ FD zugelassene Teile dürfen daher nicht automatisch für den i30 Typ FDH verwendet werden.

### Motoren und Getriebe
Alle Motoren treiben die Vorderräder an, sind vorne quer eingebaut und verfügen über eine Traktionskontrolle, die das Durchdrehen der Antriebsräder verhindert. Sie ist Teil des serienmäßigen ESP. Die Vierzylindermotoren besitzen 16 Ventile und einen Zylinderkopf aus Aluminium. Alle Motoren erfüllten die Abgasnorm Euro 4, die Benziner und Diesel mit 1,4–1,6 l Hubraum seit 08/2010 Euro 5. Zu diesem Zeitpunkt wurden die 2,0-l-Motoren aus dem Angebot genommen, da sie – aus älteren Baureihen stammend – die ab Januar 2011 verpflichtende Euro-5-Norm nicht erreichen. Alle aktuellen Motoren gibt es auch mit einer Start-Stopp-Automatik (Idle Stop & Go, ISG) als i30 Blue, die den Kraftstoffverbrauch reduziert.
| Ottomotoren   | Ottomotoren | Ottomotoren | Ottomotoren          | Ottomotoren              | Ottomotoren                                        | Ottomotoren                            |
| Modell        | Hubraum     | Zylinder    | Leistung             | Drehmoment               | Getriebe                                           | Bauzeit                                |
| ------------- | ----------- | ----------- | -------------------- | ------------------------ | -------------------------------------------------- | -------------------------------------- |
| 1,4 l         | 1396 cm³    | R4          | 80 kW (109 PS)/6200  | 137 Nm bei 5000/min      | 5-Gang-Schaltgetriebe                              | 08/2007–06/2012                        |
| 1,6 l         | 1591 cm³    | R4          | 90 kW (122 PS)/6200  | 154 Nm bei 4200/min      | 5-Gang-Schaltgetriebe                              | 08/2007–06/2010                        |
| 1,6 l         | 1591 cm³    | R4          | 93 kW (126 PS)/6200  | 154 Nm bei 4200/min      | 5-Gang-Schaltgetriebe / 4-Stufen-Automatikgetriebe | 08/2008–06/2012                        |
| 2,0 l         | 1975 cm³    | R4          | 105 kW (143 PS)/6000 | 186 Nm bei 4600/min      | 5-Gang-Schaltgetriebe / 4-Stufen-Automatikgetriebe | 08/2007–07/2010                        |
| Dieselmotoren |             |             |                      |                          |                                                    |                                        |
| 1,6 l CRDi    | 1582 cm³    | R4          | 66 kW (90 PS)/4000   | 235 Nm bei 1750–2500/min | 5-Gang-Schaltgetriebe / 6-Gang-Schaltgetriebe      | 08/2008–06/2012                        |
| 1,6 l CRDi    | 1582 cm³    | R4          | 85 kW (116 PS)/4000  | 255 Nm bei 1900–2750/min | 5-Gang-Schaltgetriebe / 4-Stufen-Automatikgetriebe | 08/2007–06/2012                        |
| 1,6 l CRDi    | 1582 cm³    | R4          | 94 kW (128 PS)/4000  | 260 Nm bei 1900–2750/min | 6-Gang-Schaltgetriebe                              | 07/2009–06/2012 (nicht in Deutschland) |
| 2,0 l CRDi    | 1991 cm³    | R4          | 103 kW (140 PS)/3800 | 305 Nm bei 1800–2500/min | 6-Gang-Schaltgetriebe                              | 08/2007–09/2010                        |

CRDi: von Hyundai verwendete Abkürzung für Common-Rail-Diesel

### Lenkung, Fahrwerk und Bremsen
In allen Versionen war eine geschwindigkeitsabhängig servounterstützte Zahnstangenlenkung eingebaut. Mit dem 90-kW-Motor gab es ein elektrisches Servo, die anderen hatten ein elektrohydraulisches.
Alle Räder waren einzeln aufgehängt: vorne an Dreieckslenkern, MacPherson-Federbeinen mit Gasdruckstoßdämpfern und Stabilisator, hinter an einer Mehrlenkerachse.
Die Zweikreis-Bremsanlage arbeitete mit Scheibenbremsen an allen vier Rädern (vorne auch innenbelüftet) und einem Bremskraftverstärker („Servobremse“).

### Ausstattung (03/2007 bis 06/2010)
Der i30 wurde von März 2007 bis Juni 2010 in Deutschland in vier verschiedenen Ausstattungsvarianten angeboten: Classic, Comfort, Style und Premium.
Die Ausstattungsvariante Premium wurde im Rahmen der Mitte 2010 erfolgten Modellpflege gestrichen und deren Ausstattungsmerkmale in die darunter angesiedelten Ausstattungen integriert. Die Listenpreise begannen bei 15.140 € für den i30 1.4 Classic und staffelten sich bis zu 24.250 € für den i30 2.0 CRDi Premium.
Der Hyundai bot in allen Ausstattungen serienmäßig sechs Airbags, ABS, ESP, einen Bordcomputer, ein MP3-fähiges CD-Radio mit USB- und AUX-Anschluss, elektrische Fensterheber vorne sowie Zentralverriegelung. Bei höheren Ausstattungsvarianten kamen weitere Extras hinzu, die nicht einzeln oder als gesondertes Paket angeboten wurden. So war z. B. eine Sitzheizung nur in Verbindung mit der Ausstattungsvariante Style oder Premium erhältlich, zusätzlich mit weiteren Extras, welche in diesen Varianten enthalten war. Neben der Ausstattungsvariante war nur die Lackierung vom Kunden frei wählbar. Zusätzlich bot Hyundai Zubehör für den nachträglichen Einbau an, wie z. B. Einparkhilfen, Leichtmetallfelgen und Navigationsgeräte.
- Full-Size-Fahrer- bzw. Beifahrerairbag mit sanftem Druckaufbau
- Beifahrerairbag deaktivierbar
- Seitenairbags vorn für Brust und Kopf
- Vorhang-Airbags, bis in den Fond reichend
- Aktive Kopfstützen vorn
- Antiblockiersystem (ABS) + elektr. Bremskraftverteilung (EBV)
- Automatische Türentriegelung im Falle eines Unfalls
- Doppelter Seitenaufprallschutz in den Türen
- Drei-Punkt-Gurtsystem auf allen Sitzplätzen
- Dritte Bremsleuchte
- Elektronische Wegfahrsperre
- Energie-absorbierende Sicherheitskarosserie
- ESP mit integriertem Bremsassistent
- Gurtstraffer und Gurtkraftbegrenzer vorn
- Höhenverstellbare Kopfstützen auf allen Sitzplätzen
- Höhenverstellbare Sicherheitsgurte vorn
- Integrierte Stützrampe auf allen Sitzplätzen
- Isofi-x-Kindersitzbefestigung hinten auf den äußeren Plätzen
- Klarglasoptik-Halogenscheinwerfer mit Licht-aus-Automatik
- Scheibenbremsen hinten
- Scheibenbremsen vorn (innenbelüftet)
- Sitzbelegungserkennung auf allen Sitzplätzen
- Dämmung der Motorhaube
- Getönte Scheiben rundum
- Heckscheiben-Wisch-Waschanlage (mit Intervall)
- Heizbare Heckscheibe mit Timer
- Schutzleisten in Wagenfarbe lackiert (vorn und hinten)
- Ablagemöglichkeiten in der Mittelkonsole vorn
- Ablagemöglichkeiten in den Türen
- Handschuhfach (beleuchtet)
- Integriertes CD-Radio mit MP3-Funktion
- Anschlüsse für USB, AUX (z. B. iPod)
- Antenne auf dem hinteren Teil des Daches
- Bordcomputer mit Reichweitenanzeige
- Bordcomputer mit Tageskilometerzähler
- Bordcomputer mit Durchschnittsverbrauchanzeige
- Außentemperaturanzeige
- Befestigungshaken im Kofferraum
- Digitaluhr
- Elektrisch unterstützte Servolenkung
- Kühlbares Handschuhfach
- Gepäckraumabdeckung
- Gepäckraumbeleuchtung
- Getränkehalter in der Mittelkonsole (zweimal)
- Haltegriff für Beifahrer und Fondpassagiere
- Innenraumbeleuchtung
- Kosmetikspiegel in den Sonnenblenden mit Abdeckung
- Tankklappen-Fernentriegelung
- Zentralverriegelung inkl. Kofferraumöffnung
- Fahrersitz höhenverstellbar
- Rücksitzlehne 60:40 geteilt, umklappbar

|                                                    | Classic  | Comfort  | Style | Premium |
| -------------------------------------------------- | -------- | -------- | ----- | ------- |
| Alarmanlage                                        | -        | •        | •     | •       |
| Lichtsensor                                        | -        | -        | •     | •       |
| Nebelscheinwerfer                                  | -        | •        | •     | •       |
| Regensensor                                        | -        | -        | -     | •       |
| Reifendruck-Kontrollsystem                         | -        | -        | •     | •       |
| Sicherheitslenksäule neigungsverstellbar           | •        | -        | -     | -       |
| Sicherheitslenksäule neigungs und längsverstellbar | -        | •        | •     | •       |
| Sphärische Außenspiegel auf Fahrerseite            | -        | •        | •     | •       |
| Außenspiegel beheizbar                             | -        | •        | •     | •       |
| Außenspiegel elektrisch einstellbar                | -        | •        | •     | •       |
| Außenspiegel in Wagenfarbe lackiert                | -        | •        | •     | •       |
| Außenspiegel elektrisch anklappbar                 | -        | •        | •     | •       |
| Radzierblenden                                     | •        | •        | -     | -       |
| Leichtmetallfelgen                                 | optional | optional | •     | •       |
| Türgriffe in schwarz                               | •        | -        | -     | -       |
| Türgriffe in Wagenfarbe lackiert                   | -        | •        | •     | •       |
| Ablagemöglichkeit in der Mittelarmlehne vorne      | -        | •        | •     | •       |
| Ablagetaschen an der Rückseite der Vordersitze     | -        | •        | •     | •       |
| Fernbedienung des Audiosystems über das Lenkrad    | -        | •        | •     | •       |
| 4 Lautsprecher                                     | •        | -        | -     | -       |
| 6 Lautsprecher inkl. 2 Hochtöner                   | -        | •        | •     | •       |
| Beleuchtetes Zündschloss                           | -        | •        | •     | •       |
| Elektrische Fensterheber vorne                     | •        | -        | -     | -       |
| Elektrische Fensterheber vorne und hinten          | -        | •        | •     | •       |
| Funkfernbedienung für Zentralverriegelung          | -        | •        | •     | •       |
| Gepäcknetz im Kofferraum                           | -        | •        | •     | •       |
| Geschwindigkeitsregelanlage über Lenkrad bedienbar | -        | -        | -     | •       |
| Getränkehalter in der hinteren Mittelarmlehne      | -        | -        | -     | •       |
| Kartenleselampe vorne                              | -        | •        | •     | •       |
| Klimaanlage/Klimaautomatik                         | •/-      | -/•      | -/•   | -/•     |
| Rückfahrwarnsystem                                 | -        | -        | -     | •       |
| Scheibenwischer-Enteiser                           | -        | -        | -     | •       |
| Verchromte Türgriffe innen                         | -        | •        | •     | •       |
| Sitze in Stoff                                     | •        | •        | -     | -       |
| Sitze in Stoff-Leder-Kombination                   | -        | -        | •     | -       |
| Sitze in Leder                                     | -        | -        | -     | •       |
| Fahrersitz mit einstellbarer Lendenwirbelstütze    | -        | •        | •     | •       |
| Sitzheizung                                        | -        | -        | •     | •       |

### Ausstattung (ab 06/2010)
Mit dem Facelift im Juni 2010 veränderten sich die Ausstattungsvarianten leicht. Die Änderungen betrafen die folgenden Ausstattungsmerkmale:
|                                          | Classic | Comfort  | Style |
| ---------------------------------------- | ------- | -------- | ----- |
| Nebelscheinwerfer                        | •       | •        | •     |
| Schaltpunktanzeige                       | •       | •        | •     |
| Elektrisch anklappbare Außenspiegel      | -       | •        | •     |
| Klimaautomatik                           | -       | •        | •     |
| Mittelarmlehne hinten mit Getränkehalter | -       | •        | •     |
| Coming-Home-Funktion                     | -       | •        | •     |
| Geschwindigkeitsregelanlage              | -       | optional | •     |
| Rückfahrwarnsystem                       | -       | optional | •     |
| Regensensor                              | -       | -        | •     |
| Scheibenwischer-Enteiser                 | -       | -        | •     |

Des Weiteren hatte Hyundai zwei Zusatzpakete eingeführt. Das Trend-Paket für die Ausstattungsvariante Classic und das Plus-Paket für die Ausstattungsvariante Comfort. Das Trend-Paket kostet 690 EUR Aufpreis und das Plus-Paket 850 €. Die Ausstattungsvariante Premium wurde gestrichen und ihre Ausstattungsmerkmale in die unteren Ausstattungsvarianten integriert.
Trend-Paket:
- Neigungs- und längsverstellbare Sicherheitslenksäule
- Elektrisch einstellbare und beheizbare Außenspiegel in Wagenfarbe
- Funkfernbedienung für die Zentralverriegelung
- Leseleuchten für vorn
- Hochtöner für das Radio
- Sitzheizung vorne

Plus-Paket:
- Lederlenkrad/-schaltknauf
- Lichtsensor
- Regensensor
- Scheibenwischer-Enteiser
- Automatisch abblendender Innenspiegel

### EU-Importe
Die in Deutschland erhältlichen EU-Importe wichen hinsichtlich der Serienausstattung oft von den in Deutschland angebotenen Fahrzeugen ab, obwohl sie teilweise die gleichen Bezeichnungen hatten. Insbesondere fehlte in der Basisvariante häufig das ESP.

### Außenlackierungen
Neben den aufpreisfreien Unilacken gibt es eine Reihe verschiedener, optionaler Metalliclackierungen und Lackierungen mit Mineraleffekt.
| Crystal White Uni           | Shine Red1 Uni               |                        |                           |                           |                             |                          |
| Continental Silver Metallic | Champagne Silver Metallic    | Steel Gray Metallic    | Vivid Blue1 Metallic      | Moonlight Blue1 Metallic  |                             |                          |
| Glowing Red Mineraleffekt   | Cashmere Brown Mineraleffekt | Ice Blue Mineraleffekt | Indigo Blue Mineraleffekt | Stone Black Mineraleffekt | Phantom Black Mineraleffekt | Ember Red1 Mineraleffekt |

1Farbe ist nicht mehr erhältlich.

## Sicherheit
Im Euro-NCAP-Crashtest (2007) erhielt der Hyundai i30 mit 33 Punkten (12 im Front-, 16 im Seitencrash, zwei im Pfahltest und drei Punkte für die Gurtwarner) eine Vier-Sterne-Bewertung für den Erwachsenen-Insassenschutz, eine Drei-Sterne-Bewertung (von fünf) im Kinderschutz sowie zwei von vier Sternen für die Fußgängersicherheit. Damit verfehlte der i30 das Ergebnis des Kia cee’d knapp.
Zur Abwertung beim Insassenschutz (statt fünf nur vier Sterne) führten harte Strukturen hinter dem Armaturenbrett, die erhöhte Belastungen der Beine der vorderen Insassen zur Folge haben können. Daher erreichte der Hyundai i30 im Frontalcrash nicht die für eine Fünf-Sterne-Bewertung nötige Minimalpunktzahl von 13 Punkten.
Daraufhin überarbeitete Hyundai den i30 im unteren Bereich des Armaturenbretts, um die Belastungen für die Knie zu senken und eine bessere Bewertung beim Frontalcrash zu erreichen. Beim zweiten Crashtest im Jahr 2008 erreichte der Hyundai i30 nunmehr 34 von 37 Punkten und damit eine Fünf-Sterne-Bewertung für den Insassenschutz. Auch der Kinderschutz verbesserte sich um einen Stern auf vier von fünf Sternen. Die Bewertung des Fussgängerschutzes blieb mit zwei von vier Sternen dieselbe. Damit liegt der Hyundai i30 nun gleichauf mit dem Kia cee’d.
Das Crashtestergebnis des Hyundai i30 ist das bisher beste eines Hyundai im Euro-NCAP-Crashtest.

## Neuzulassungen
Neuzulassungen in Deutschland seit Markteinführung:
| Jahr | Neuzulassungen |
| ---- | -------------- |
| 2007 | 3.645          |
| 2008 | 9.487          |
| 2009 | 27.994         |
| 2010 | 30.501         |
| 2011 | 32.697         |
| 2012 | 28 789*        |

* ab April 2012 mit Nachfolgemodell Hyundai i30 (GD)
Neuzulassungen in Österreich ab Mai 2008:
| Jahr | Neuzulassungen       |
| ---- | -------------------- |
| 2008 | 1.018 (Mai bis Dez.) |
| 2009 | 3.978                |
| 2010 | 8.017                |
| 2011 | 6.270                |
| 2012 | 3.569 (Jan.–Juni)    |

Immatrikulationen in der Schweiz:
| Jahr | Immatrikulationen |
| ---- | ----------------- |
| 2007 | 708               |
| 2008 | 1.959             |
| 2009 | 1.654             |
| 2010 | 1.770             |
| 2011 | 2.417             |

## Auszeichnungen
Der Hyundai i30 1.4 Edition Plus wurde Wertmeister 2010 in der Kategorie Kompaktklasse. Bei der durch Auto Bild und EurotaxSchwacke vorgenommenen Berechnung der wertstabilsten Fahrzeuge erreichte er den „geringsten Wertverlust in Euro“. In vier Jahren büßte das Modell lediglich 6686 EUR an Wert ein. Auch bei der von Focus Online in Auftrag gegebenen Prognose von
bähr & fess forecasts bis zum Jahr 2014 und 2015 erzielte der Hyundai i30 1.4 Edition Plus den geringsten Wertverlust.
In Australien wurde der i30 im Jahr 2008 und 2009 als bester Mittelklassewagen unter 30.000 $ ausgezeichnet.
2010 zeichnete der größte Automobilklub in Australien, die National Roads and Motorists’ Association Limited (NRMA), in der Klasse Small, den Hyundai i30 SX mit den geringsten Unterhaltungskosten aus.
Ebenfalls 2008 wurde der Hyundai i30 in Spanien zum „Auto des Jahres“ gewählt.
In Großbritannien bestimmten über 23.000 Leser der Zeitschrift Auto Express (Ableger der Auto Bild) den i30 als zuverlässigstes Auto des Jahres 2010 in der „Driver Power Top 100“.